# Qui a tué Maggie Moore(s) ?

Qui a tué Maggie Moore(s) ? (Maggie Moore(s)) est un film américain réalisé par John Slattery sorti en 2023, tiré de faits réels.

## Synopsis
A Buckland, une ville tranquille du Nouveau-Mexique, le chef de police et son équipier sont confronté à 2 meurtres consécutifs de deux femmes portant le même nom, Maggie Moore. Il rencontre Rita , la voisine curieuse de la 1ere victime, qui désire contribuer à résoudre les meurtres.

## L'enquête
Le film est inspiré d’une histoire vraie qui s’est déroulée en octobre 2000 au Texas quand deux femmes de Houston portant les mêmes noms ont été assassinées à trois jours d’intervalle. Mary Lou Morris, chargée de prêts à la Chase Bank de Houston, 48 ans, et Mary McGinnis Morris, infirmière, 39 ans. Le film Qui a tué Maggie Moore(s) ? reste pourtant une fiction en changeant les noms des victimes et en adaptant le récit puisque le double meurtre de Houston n’a jamais été élucidé. 

## Polémique
Des membres des familles ont exprimé leur indignation face à la découverte du film, dont leur histoire familiale est devenu un sujet de comédie,. D'autant que les familles n'ont pas été prévenues de la création de ce film, tiré du double meurtre.
La fille de Marie Lou Moris a été choquée en découvrant la sortie du film "Savoir que les gens vont rire est un sentiment écœurant.". Et la fille de Mary McGinnis Morris estime que "la sortie du film ne fera que mettre nos familles en danger, car le véritable meurtrier n'a jamais été arrêté et aucun mobile n'a été trouvé pour la mort de ma mère ou de Mary Lou Morris".

## Fiche technique
- Titre original : Maggie Moore(s)
- Titre français : Qui a tué Maggie Moore(s) ?
- Réalisation : John Slattery
- Scénario : Paul Bernbaum
- Musique : Ben Sollee
- Langue : Anglais américain
- Genre : Comédie, policier, thriller
- Durée : 99 minutes
- Classification : Film classé R aux États-Unis
- Dates de sortie :
  - États-Unis : Festival du film de Tribeca 12 juin 2023, en salles 16 juin 2023
  - France : 29 mai 2024 en VOD

## Distribution
- Jon Hamm (VQ : Patrick Chouinard) : Jordan Sanders
- Tina Fey (VQ : Mélanie Laberge) : Rita Grace
- Micah Stock (VQ : Frédérik Zacharek) : Jay Moore
- Nick Mohammed (VQ : Guillaume Champoux) : adjoin K. Reddy
- Happy Anderson (VQ : Bruno Marcil) : Michael Kosco
- Nicholas Azarian : Greg Wachsteter
- Derek Basco (VF : François L'Écuyer) : Tommy T.
- Louisa Krause : Maggie Moore
- Mary Holland (VF : Aline Pinsonneault) : Maggie Lee Moore
- Christopher Denham : Andrew Moore
- Bobbi Kitten : Cassie Novak
- Tate Ellington : Duane Rich
- Allison Dunbar : Stephanie
- Oona Roche : Sammi
- Kristin K. Berg : Shelly
- Christopher Kriesa : Jerry Conners
- Bryant Carroll : Tony Carlson

 Source et légende : Version québécoise (V. Q.) sur Doublage Québec